# Otočac
Otočac – miasto w Chorwacji, w żupanii licko-seńskiej, siedziba miasta Otočac. W 2011 roku liczyło 4240 mieszkańców.

## Geografia
Jest położony w Lice, na Gackim polju i nad rzeką Gacką, na wysokości 459 m n.p.m., 42 km na południowy wschód od Senja i 48 km na północny zachód od Gospicia.

## Historia
Pierwsza historyczna wzmianka o mieście pochodzi z 1300 roku z dokumentu Karola II Andegaweńskiego, w którym własność Gacki przekazano rodowi Frankapanów. W 1461 roku utworzono diecezę otočacką, która istniała do 1534 roku.
Po zajęciu Liki przez Imperium Osmańskie w 1527 roku miasto stało się miejscowością graniczną, pełniącą funkcje obronne w ramach Pogranicza Wojskowego. W 1663 roku miała miejsce bitwa, w której wojska bana Petara Zrinskiego pokonały bośniacką armię Alipašy Čengicia.
W 1881 roku miasto przeszło pod administrację cywilną i zostało włączone do żupanii licko-krbawskiej. W 1943 roku, podczas II wojny światowej, obradowała tu pierwsza sesja ZAVNOH. W latach 90. XX wieku, na początku wojny w Chorwacji, Otočac został zaatakowany przez oddziały serbskie.